# Sergio Llopis
Sergio Llopis Solís (* 18. August 1978 in Xàtiva) ist ein spanischer Badmintonspieler. 

## Karriere
Sergio Llopis nahm 2004 im Herrendoppel und im Herreneinzel an Olympia teil. Er schied dort jedoch beide Male in der ersten Runde aus und wurde somit jeweils 17. in der Endabrechnung. 2003 siegte er bei den Peru International.

## Sportliche Erfolge
| Saison | Veranstaltung                               | Disziplin    | Platz | Name                                |
| ------ | ------------------------------------------- | ------------ | ----- | ----------------------------------- |
| 1992   | Spanien: Meisterschaft U15                  | Mixed        | 1     | Sergio Llopis / Ana Ferrer          |
| 1992   | Spanien: Meisterschaft U15                  | Herreneinzel | 1     | Sergio Llopis                       |
| 1992   | Spanien: Meisterschaft U15                  | Herrendoppel | 1     | Sergio Llopis / Ureña               |
| 1993   | Spanien: Einzelmeisterschaften der Junioren | Mixed        | 1     | Sergio Llopis / Ana Ferrer          |
| 1993   | Spanien: Einzelmeisterschaften der Junioren | Herreneinzel | 1     | Sergio Llopis                       |
| 1994   | Spanien: Einzelmeisterschaften der Junioren | Herreneinzel | 1     | Sergio Llopis                       |
| 1995   | Spanien: Einzelmeisterschaften der Junioren | Herreneinzel | 1     | Sergio Llopis                       |
| 1996   | Spanien: Einzelmeisterschaften der Junioren | Herrendoppel | 1     | Sergio Llopis / Josep Boluda        |
| 1996   | Spanien: Einzelmeisterschaften der Junioren | Herreneinzel | 1     | Sergio Llopis                       |
| 1996   | Spanien: Einzelmeisterschaften der Junioren | Mixed        | 1     | Sergio Llopis / Ana Ferrer          |
| 1997   | Spanien: Einzelmeisterschaften              | Mixed        | 1     | Sergio Llopis / Ana Ferrer          |
| 1998   | Spanien: Einzelmeisterschaften              | Mixed        | 1     | Sergio Llopis / Ana Ferrer          |
| 1998   | Spanien: Einzelmeisterschaften              | Herreneinzel | 1     | Sergio Llopis                       |
| 1999   | Spanien: Einzelmeisterschaften              | Mixed        | 1     | Sergio Llopis / Ana Ferrer          |
| 2000   | Spanien: Einzelmeisterschaften              | Mixed        | 1     | Sergio Llopis / Mercedes Cuencar    |
| 2001   | Spanien: Einzelmeisterschaften              | Mixed        | 1     | Sergio Llopis / Mercedes Cuencar    |
| 2002   | Spanische Meisterschaft                     | Herrendoppel | 1     | José Antonio Crespo / Sergio Llopis |
| 2003   | Spanische Meisterschaft                     | Herrendoppel | 1     | José Antonio Crespo / Sergio Llopis |
| 2003   | Peru International                          | Herrendoppel | 1     | Sergio Llopis / José Antonio Crespo |
| 2004   | Olympia                                     | Herrendoppel | 17    | Sergio Llopis / José Antonio Crespo |
| 2004   | Olympia                                     | Herreneinzel | 17    | Sergio Llopis                       |
| 2004   | Dutch International                         | Herrendoppel | 2     | Sergio Llopis / José Antonio Crespo |
| 2005   | Spanien: Einzelmeisterschaften              | Mixed        | 1     | Sergio Llopis / Dolores Marco       |
| 2005   | Spanien: Einzelmeisterschaften              | Herreneinzel | 1     | Sergio Llopis                       |
| 2006   | Spanien: Einzelmeisterschaften              | Mixed        | 1     | Sergio Llopis / Dolores Marco       |
| 2007   | Spanien: Einzelmeisterschaften              | Mixed        | 1     | Sergio Llopis / Dolores Marco       |